# امیلیو رودریگز
امیلیو رودریگز باروس (۲۸ نوامبر ۱۹۲۳، پنتئارئاس - ۲۱ فوریه ۱۹۸۴، پنتئارئاس) رکابزن حرفه‌ای اسپانیایی بود که در رشتهٔ دوچرخه‌سواری جاده فعالیت می‌کرد. او توانست در سال ۱۹۵۰ برندهٔ ووئلتا اسپانیا شود. همچنین سه بار سلطان کوهستان ووئلتا شد. دو برادر رودریگز نیز دوچرخه‌سوار حرفه‌ای بودند. برادر بزرگتر او دلیو برنده ووئلتای ۱۹۴۵ شد و ۳۹ پیروزی مرحله‌ای در ووئلتا به دست آورد. برادر کوچکترش مانولو نیز در همان دوره‌ای که امیلیو قهرمان ووئلتا شد، بر سکوی دوم ایستاد.

## فعالیت حرفه‌ای
امیلیو رودریگز در پنتئارئاس زاده شد و فعالیت حرفه‌ای خود را در سال ۱۹۴۵ آغاز کرد. در همان سال، در چند مرحلهٔ تور گالیسیا پیروز شد و بر سکوی دوم تور ایستاد. در سال ۱۹۴۶، قهرمان تور گالیسیا شد. همچنین در ووئلتا اسپانیا در رتبهٔ هشتم ایستاد و برندهٔ رده‌بندی کوهستان شد. در سال ۱۹۴۷ قهرمانی تور گالیسیا و رده‌بندی کوهستان ووئلتا را تکرار کرد. همچنین نخستین قهرمانی خود در تور کاتالونیا و تور آستوریاس را کسب کرد. در سال ۱۹۴۸ نایب قهرمان ووئلتا اسپانیا شد و از عنوان قهرمانی خود در تور کاتالونیا دفاع کرد. در سال ۱۹۴۹ برای نخستین بار در تور دو فرانس شرکت کرد؛ ولی نتوانست آن را به پایان برساند.
در سال ۱۹۵۰ رودریگز توانست در ۵ مرحلهٔ ووئلتا به پیروزی برسد و عنوان قهرمانی را با برتری ۱۵ دقیقه‌ای نسبت به برادرش مانولو به دست آورد. همچنین برای سومین بار، برندهٔ رده‌بندی کوهستان شد. پس از این دوره، ووئلتا به دلیل انزوای اسپانیا در دوران حکومت ژنرال فرانکو تا سال ۱۹۵۵ برگزار نشد. رودریگز در چند مسابقه در پرتغال و فرانسه شرکت کرد و در سال‌های ۱۹۵۱ و ۱۹۵۲ به ترتیب بر سکوی سوم و دوم تور پرتغال ایستاد. در سال ۱۹۵۴ برای نخستین بار تور دو فرانس را به پایان رساند و در رتبهٔ ۴۳ ایستاد.
آخرین پیروزی رودریگز در سال ۱۹۵۵ به دست آمد. او توانست سومین قهرمانی در تور گالیسیا را کسب کند. همچنین در تور کاتالونیا بر سکوی سوم ایستاد. رودریگز در سال ۱۹۵۸ بازنشسته شد.

## نتایج در گرند تورها
| گرند تور | ۱۹۴۶ | ۱۹۴۷ | ۱۹۴۸ | ۱۹۴۹    | ۱۹۵۰ | ۱۹۵۱    | ۱۹۵۲    | ۱۹۵۳    | ۱۹۵۴    | ۱۹۵۵ | ۱۹۵۶ | ۱۹۵۷ |
| -------- | ---- | ---- | ---- | ------- | ---- | ------- | ------- | ------- | ------- | ---- | ---- | ---- |
| ووئلتا   | ۸    | ۴    | ۲    | ناموجود | ۱    | ناموجود | ناموجود | ناموجود | ناموجود | ۲۴   | ۱۱   | ۴۳   |
| جیرو     | –    | –    | –    | –       | –    | –       | –       | –       | –       | –    | –    | –    |
| تور      | –    | –    | –    | ناتمام  | –    | ناتمام  | –       | –       | ۴۳      | –    | –    | –    |